# Dysmelie
Eine Dysmelie ist eine angeborene Fehlbildung einer oder mehrerer Gliedmaßen, also der Arme, Hände, Beine oder Füße. Sie wird auch als Reduktionsdefekt bezeichnet. Eine angeborene Verkürzung wird als Mikromelie, ein Fehlen von Gliedmaßen als Amelie bezeichnet. Sind alle vier Gliedmaßen betroffen, spricht man von Tetraamelie.

## Etymologie
Das Wort leitet sich von der altgriechischen Vorsilbe δυς- (dys-, entspricht deutsch miss- oder un-) sowie μέλος mélos „Glied“ ab. Wörtlich bedeutet Dysmelie also eine Missbildung der Gliedmaßen.

## Formen

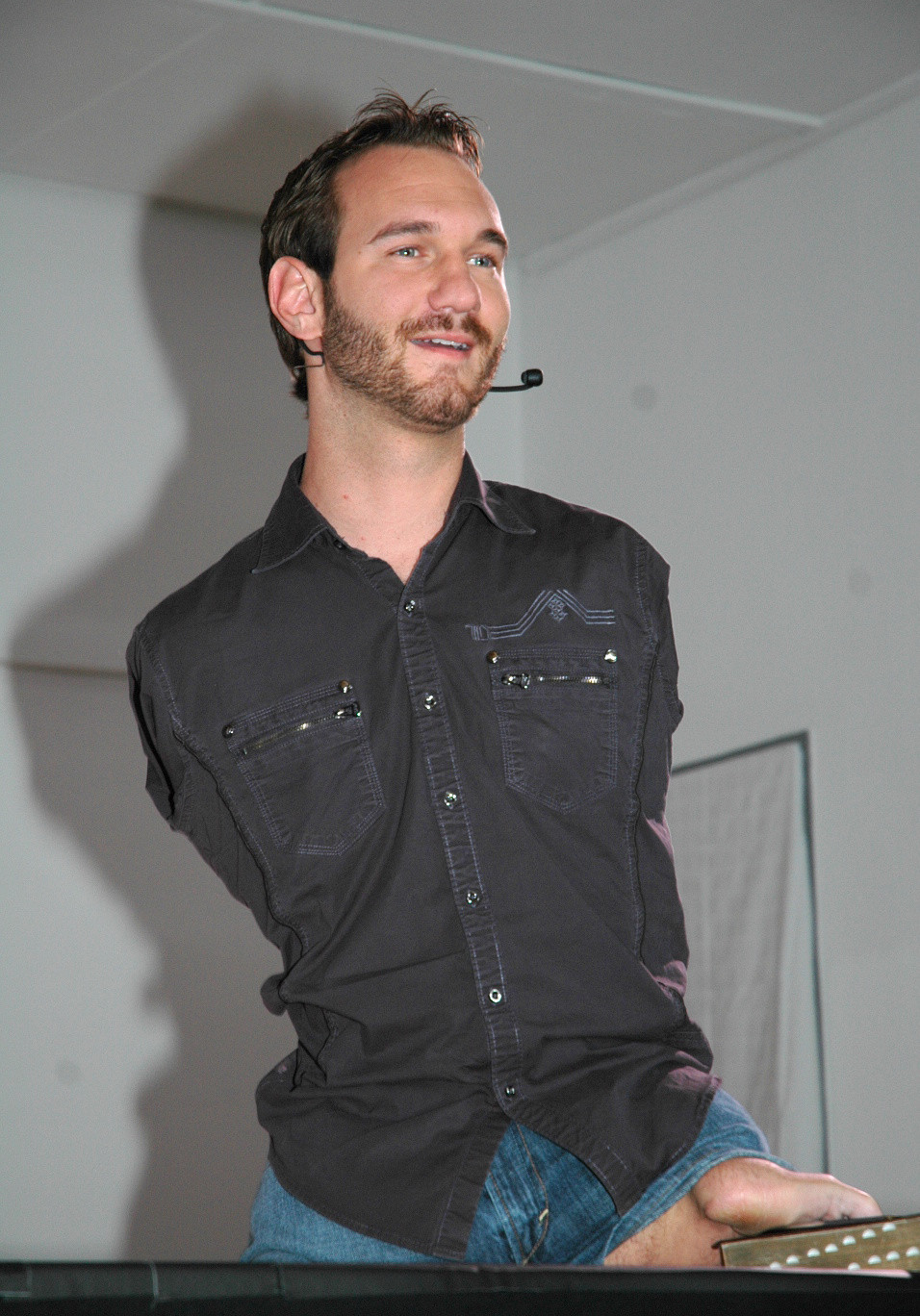
Nick Vujicic, ein von Tetraamelie Betroffener

Fehlbildungen von Gliedmaßen können sein:
- völliges Fehlen: von Gliedmaßen Amelie, von Fingern oder Zehen Oligodaktylie
- Fehlen von Bestandteilen wie etwa der Röhrenknochen bei Phokomelie, Ektromelie
- amputationsartiger Stumpf: Peromelie
- Verkürzungen von Gliedmaßen: von Fingern oder Zehen Brachydaktylie, von Armen oder Beinen Rhizomelie, Mesomelie, Akromelie, Hemimelie
- Verwachsungen: von Fingern oder Zehen Syndaktylie, Polysyndaktylie, Ektrodaktylie
- zu viele Glieder: Polymelie, Polydaktylie (eine Form der Polymelie)

## Einteilung
Die aktuelle Klassifikation von A. B. Swanson aus dem Jahre 1976 umfasst folgende sieben Kategorien:
- I. Fehlen der Bildung von Teilen:
  - A Transversale Defekte:
    - 1. Amputationsdefekte: Arm, Unterarm, Handgelenk, Hand, Finger.

  - B Longitudinale Defekte:
    - 1. Komplett: proximal (Phokomelie), distal.
    - 2. Kombiniert: radialer Defekt (radiale Klumphand).
    - 3. Kombiniert: zentraler Defekt (Spalthand).
    - 4. Kombiniert: ulnarer Defekt (ulnare Klumphand).
    - 5. Hypoplasie distal: Finger.
- II. Fehlen der Differenzierung (Separation) von Teilen:
  - A Synostosen: Ellenbogen, Unterarm, Karpus, Metakarpus, Phalangen.
  - B Luxation des Radiuskopfes.
  - C Symphalangie.
  - D Syndaktylie: häutige Komplexe, als Teil eines Syndroms.
  - E Kontraktur:
    - 1. Weichteile: Arthrogryposis, Pterygium, Schnellender Finger, Fehlen der Strecksehnen, Daumenhypoplasie, Kamptodaktylie, Windmühlenflügeldeformität.
    - 2. Knochen: Klinodaktylie, Kirner-Deformität, Deltaphalanx.
- III. Doppelbildungen:
  - A Daumen-Polydaktylie (präaxial).
  - B Dreigliedriger Daumen, Hyperphalangie.
  - C Polydaktylie der Finger: zentrale (Polysyndaktylie), ulnare Polydaktylie (postaxial).
  - D Spiegelbilddeformität.
- IV. Überentwicklung (Gigantismus) des ganzen Armes oder Teile des Armes: Makrodaktylie.
- V. Unterentwicklung (Hypoplasie).
- VI. Schnürfurchenkomplex.
- VII. Generalisierte Skelettdeformitäten. Madelung-Deformität.

## Ursachen nicht genetischer Dysmelien
Die ursächlichen Einflüsse für nicht-genetische Dysmelien können einerseits Infektionen der Schwangeren und des Embryos oder Sauerstoffmangel des Embryos, ein Amniotisches-Band-Syndrom oder Fehl- bzw. Mangelernährung der Schwangeren sein. Andererseits können aber auch Nebenwirkungen von Medikamenten und Hormonpräparaten, die in der Schwangerschaft eingenommen werden, Ursachen für eine Dysmelie des ungeborenen Kindes sein. Das bekannteste Beispiel für medikamentöse Nebenwirkungen ist Thalidomid, das den Contergan-Skandal ausgelöst hat.

„Da die Entwicklung der Extremitäten vom Zusammenspiel zahlreicher Genloci abhängt, sind Spontanmutationen ebenfalls eine häufige Ursache. Diese treten sporadisch auf und sind im Regelfall nicht vererblich. Eine Ausnahme bilden Formen der Spalthand und Fußfehlbildungen sowie der tibiale Längsdefekt. Ein ätiologischer Zusammenhang zu exogenen Faktoren gelang bisher nur bei Thalidomid.
“

## Vererbung
Wenn die Dysmelie durch äußere Einflüsse während der Schwangerschaft entsteht (z. B. mechanisch, siehe Amniotisches-Band-Syndrom), wird sie nach dem heutigen Stand der Wissenschaft nicht weitervererbt.
Aber auch Gendefekte wie etwa beim Holt-Oram-Syndrom oder TAR-Syndrom (Thrombozytopenie absent radius) können Fehlbildungen der Gliedmaßen verursachen. Die Gendefekte sind erblich, müssen aber, wenn sie rezessiv sind, nicht in Erscheinung treten.

## Diagnose
Eine Dysmelie kann im Rahmen der Pränataldiagnostik bereits im Mutterleib mittels Feinultraschall erkannt werden.